# La Nava

Huy hiệu của La Nava

Cờ của La Nava

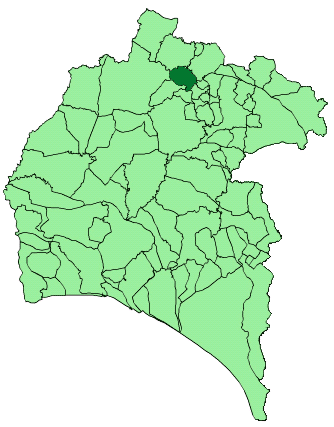
Bản đồ của La Nava

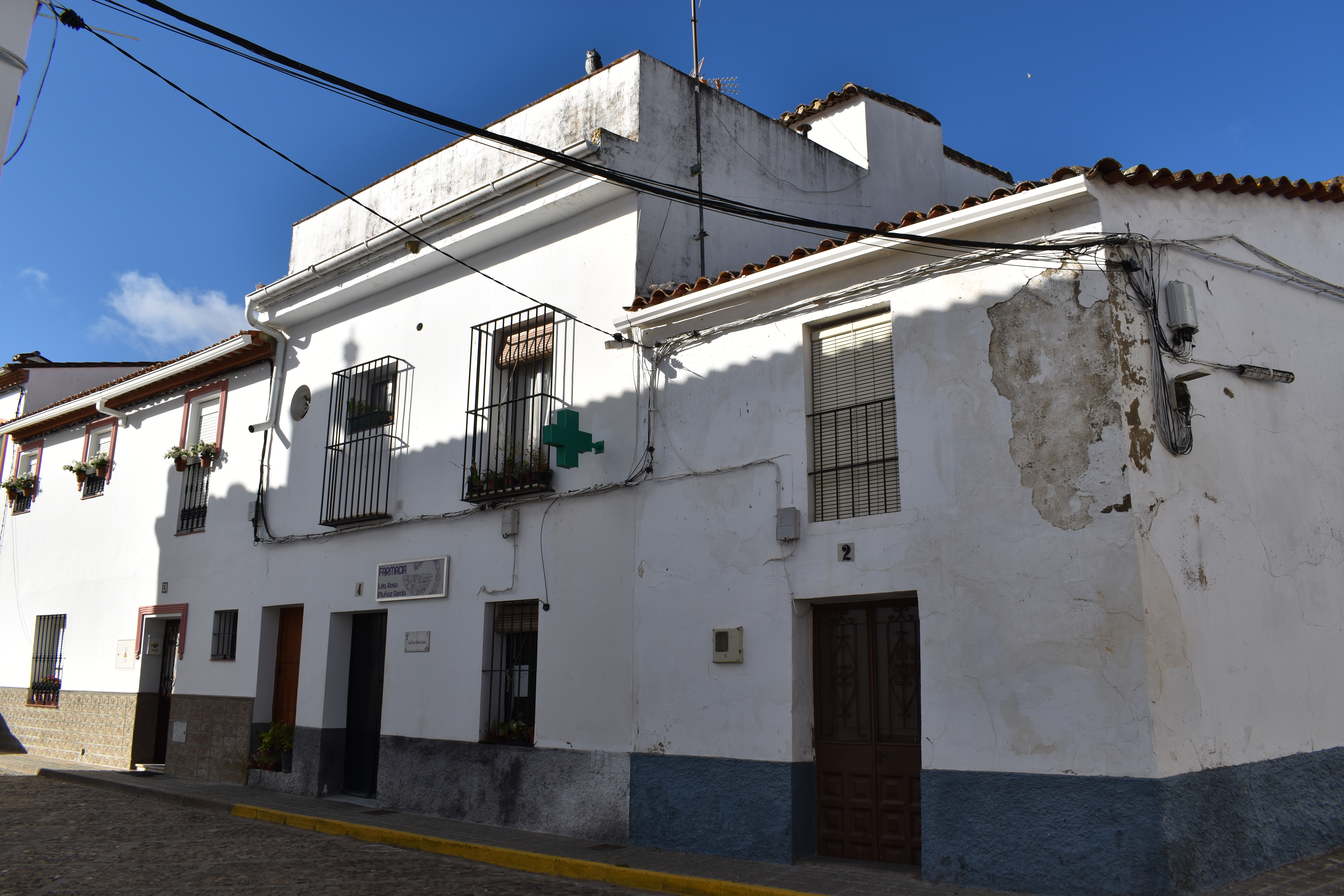

La Nava là một đô thị ở tỉnh Huelva, Andalucía, Tây Ban Nha. Dân số đô thị này năm 2007 là 339 người. La Nava có diện tích 62 km² và mật độ dân số là 4,4 người/km². La Nava nằm ở tọa độ địa lý 37º 58' độ vĩ bắc, 6º 32' độ kinh đông. Đô thị này nằm ở độ cao 418 mét và cách thành phố tỉnh lỵ Huelva 120 km.

## Dân số
| 1996 | 1997 | 1998 | 1999 | 2000 | 2001 | 2002 |
| ---- | ---- | ---- | ---- | ---- | ---- | ---- |
| 328  | 321  | 326  | 319  | 311  | 299  | 295  |

Nguồn: INE (Tây Ban Nha)